# Mount Thorne
Mount Thorne ist ein markanter Berg von 1465 m Höhe im Königin-Maud-Gebirge. Er ragt an der Ostflanke des Amundsen-Gletschers etwa 10 km nordwestlich des Mount Goodale in den Hays Mountains auf. 
Entdeckt wurde er im Dezember 1929 von der Mannschaft um den Geologen Laurence McKinley Gould (1896–1995) bei der ersten Antarktisexpedition (1928–1930) des US-amerikanischen Polarforschers Richard Evelyn Byrd. Benannt ist der Berg nach George Arthur Thorne (1901–1939), Topograf und Schlittenhundeführer besagter Mannschaft.